# العلاقات الغرينادية الموريشيوسية
العلاقات الغرينادية الموريشيوسية هي العلاقات الثنائية التي تجمع بين غرينادا وموريشيوس.

## مقارنة بين البلدين
هذه مقارنة عامة ومرجعية للدولتين:
| وجه المقارنة                                              | غرينادا                                | موريشيوس                 |
| --------------------------------------------------------- | -------------------------------------- | ------------------------ |
| المساحة (كم2)                                             | 348                                    | 2.04 ألف                 |
| عدد السكان (نسمة)                                         | 107.83 ألف                             | 1.26 مليون               |
| الكثافة السكانية (ن./كم²)                                 | 30.99 ألف                              | 617.65                   |
| العاصمة                                                   | سانت جورجز                             | بورت لويس                |
| اللغة الرسمية                                             | لغة إنجليزية، إنكليزية غرنادة المولدة ‏ | لغة إنجليزية، لغة فرنسية |
| العملة                                                    | دولار شرق الكاريبي                     | روبي موريشي              |
| الناتج المحلي الإجمالي (بليون دولار)                      | 1.12 مليار                             | 13.34 مليار              |
| الناتج المحلي الإجمالي (تعادل القوة الشرائية) بليون دولار | 1.45 مليار                             | 25.36 مليار              |
| الناتج المحلي الإجمالي الاسمي للفرد دولار أمريكي          | 9.21 ألف                               | 9.25 ألف                 |
| الناتج المحلي الإجمالي للفرد دولار أمريكي                 | 12.43 ألف                              | 18.59 ألف                |
| مؤشر التنمية البشرية                                      | 0.750                                  | 0.777                    |
| رمز المكالمات الدولي                                      | +1473                                  | +230                     |
| رمز الإنترنت                                              | .gd                                    | .mu                      |
| المنطقة الزمنية                                           | 00                                     | ت ع م+04:00              |

## منظمات دولية مشتركة
يشترك البلدان في عضوية مجموعة من المنظمات الدولية، منها:
| علم المنظمة | اسم المنظمة                                 | تاريخ انضمام غرينادا | تاريخ انضمام موريشيوس |
| ----------- | ------------------------------------------- | -------------------- | --------------------- |
|             | تحالف الدول الجزرية الصغيرة                 | ?                    | ?                     |
|             | الاتحاد البريدي العالمي                     | ?                    | ?                     |
|             | يونسكو                                      | 17 فبراير 1975       | 25 أكتوبر 1968        |
|             | البنك الدولي للإنشاء والتعمير               | 27 أغسطس 1975        | 23 سبتمبر 1968        |
|             | منظمة التجارة العالمية                      | ?                    | ?                     |
|             | وكالة ضمان الاستثمار متعدد الأطراف          | 12 أبريل 1988        | 28 ديسمبر 1990        |
|             | دول الكومنولث                               | ?                    | ?                     |
|             | الاتحاد الدولي للاتصالات                    | 17 نوفمبر 1981       | 30 أغسطس 1969         |
|             | منظمة الشرطة الجنائية الدولية               | ?                    | ?                     |
|             | مؤسسة التمويل الدولية                       | 28 أغسطس 1975        | 23 سبتمبر 1968        |
|             | الأمم المتحدة                               | 17 سبتمبر 1974       | 24 أبريل 1968         |
|             | مجموعة دول أفريقيا والكاريبي والمحيط الهادئ | ?                    | ?                     |
|             | مؤسسة التنمية الدولية                       | 28 أغسطس 1975        | 23 سبتمبر 1968        |
|             | منظمة حظر الأسلحة الكيميائية                | ?                    | ?                     |
|             | المركز الدولي لتسوية المنازعات الاستشارية   | 23 يونيو 1991        | 2 يوليو 1969          |